# Denys Luctke Facincani
Denys Luctke Facincani (São Paulo, 6 de janeiro de 1966) é um ex-futebolista brasileiro que atuou como lateral-esquerdo.
Atualmente, atua como auxiliar-técnico.
É tio do jornalista Felippe Facincani.

## Carreira

### Jogador
Iniciou no Corinthians, onde foi campeão estadual infantil de futebol de salão. Ainda, no infantil, agora nos gramados, foi para o Palmeiras, onde fez toda categoria de base. Chegou a abandonar o juvenil do clube em 1981 para ajudar a família, mas retornou meses depois.
Denys começou a despontar em 1983, aos 17 anos, quando estreou em setembro e recebeu prêmios de melhor em campo pelo time principal do Palmeiras. Porém, no mesmo ano, o treinador Rubens Minelli devolveu aos juniores, para fortalecimento muscular.
Em 1984, ganhou a titularidade do time principal, mas posteriormente foi emprestado ao America-RJ.
Ficou marcado na decisão do Campeonato Paulista de 1986, quando num erro com o goleiro Martorelli, viu o rival Tato anotar o segundo gol da Internacional de Limeira, que sagrou-se campeã.
Perseguido pela torcida, foi emprestado ao São Paulo em março de 1987. Atuando pelo clube, em junho, deu um chapéu em Maradona no amistoso contra o Napoli, na época da transação de Careca com o time italiano. No clube foi reserva de Nelsinho e ganhou o Campeonato Paulista de 1987.
Denys retornou ao Palmeiras no início de 1988.
No segundo semestre de 1989, foi trocado com o Corinthians, na mesma negociação que levou Neto ao Parque São Jorge, em troca pelo meia Ribamar e o lateral-esquerdo Dida. Estreou em 19 de julho, na derrota para o Sampaio Corrêa por 3 a 2, em partida válida pela Copa do Brasil. No clube, disputou posição com o prata-da-casa Aílton e fez apenas 13 jogos.
No ano seguinte, deixou o Corinthians para o futebol da Grécia, onde, pelo Iraklis atuou na Copa da UEFA.
Em 1991, atuou pela Internacional de Limeira.
Depois, seguiu depois para o Japão, onde atuou no Kashiwa Reysol.
Também jogou no futebol peruano, chegando a ser um dos melhores jogadores daquele país. Atuando pelo Deportivo Pesquero, em 1996, foi eleito o o melhor lateral-esquerdo do Campeonato.
Retornou ao Brasil, atuou no América-RN, Matonense, Portuguesa Santista (em 1999) e encerrou a carreira em 2000 no Figueirense.

### Fora dos campos
Em 2003, abriu uma escolinha de futebol society na cidade de Praia Grande.
Desde 2004, atua como auxiliar técnico de Sérgio Soares.
Foi auxiliar técnico no Juventus durante o Campeonato Paulista de 2008, e depois os dois assumiram o Santo André para a disputa do Campeonato Brasileiro da Série B de 2008.
Ainda em 2008, passaram pela Ponte Preta.
Em 2010, no Santo André, assumiu o cargo de gerente de futebol.
Em outubro de 2010, assumiu como auxiliar no Athlético-PR.
Em 2014, trabalhou como auxiliar técnico no Ceará.
Em 2015, passou a ser auxiliar técnico no Bahia.
Em 2023, trabalharam no Altos e no Floresta-CE.
Em 2024, retornaram ao Juventus-SP.

## Títulos

### Jogador
São Paulo
- Campeonato Paulista: 1987

Novorizontino
- Campeonato Brasileiro - Série C: 1994

Figueirense
- Campeonato Catarinense: 1999

### Auxiliar-Técnico
Grêmio Barueri
- Campeonato Paulista - Série A2: 2006

Santo André
- Campeonato Paulista - Série A2: 2008

Ceará
- Campeonato Cearense: 2014
- Copa dos Campeões Cearenses: 2014

Bahia
- Campeonato Baiano: 2015

Portuguesa
- Campeonato Paulista - Série A2: 2022[28]